# Harsleben
Harsleben là một đô thị thuộc huyện Harz, bang Sachsen-Anhalt, Đức. Đô thị Harsleben có diện tích 27,86 km², dân số thời điểm ngày 31 tháng 12 năm 2006 là 2304 người.